# Epicrionops petersi
Epicrionops petersi är en groddjursart som beskrevs av Taylor 1968. Epicrionops petersi ingår i släktet Epicrionops och familjen Rhinatrematidae. IUCN kategoriserar arten globalt som livskraftig. Inga underarter finns listade i Catalogue of Life.